# شکوه (آلبوم عبدالحسین مختاباد)
شِکوِه (Shekveh) نام آلبومی از عبدالحسین مختاباد خواننده موسیقی سنتی ایرانی است که در سال ۱۳۷۲ منتشر شد.او در این آلبوم از اشعار مهرداد اوستا در تمامی آهنگ‌های خود استفاده کرده‌است و آهنگسازی تمام آهنگ‌ها بر عهدهٔ خود مختاباد بوده‌است.
تصنیف «کاروان» از این آلبوم بعدها توسط دفتر موسیقی وزارت ارشاد در آلبومی از هنرمندان مختلف به نام حکایت یار گنجانده شد.

## فهرست ترانه‌ها
- تمام اشعار توسط مهرداد اوستا و تمام آهنگ‌ها توسط مختاباد.

1. تصنیف: «کاروان» (شور)
2. آواز: «چشم اشکبار»
3. تصنیف: «ساغر می»
4. آواز: «نگارین بت» (دشتی)
5. تصنیف: «شِکوه» (دشتی)

## دست‌اندرکاران
- مختاباد - خواننده
- مهیار فیروزبخت - تنظیم
- بهداد بابایی - تکنوازی سه‌تار